# 甲南山手站
甲南山手站（日语：／ Kōnan-yamate eki */?）是位于兵库县神户市東滩区，屬於西日本旅客铁道（JR西日本）東海道本線的鐵路車站。

## 历史
- 1996年10月1日 - 作为西日本旅客铁道（JR西日本）東海道本線（JR神户線）芦屋站至 摄津本山站区间新站投入运营。取代摄津本山站成为神户市内最东端车站。
- 2001年8月28日 - 开始使用LED信息屏。
- 2002年7月29日 - 开始使用JR京都、神户线运行管理系统。
- 2004年8月7日 - 检票口内等离子信息屏开始使用。
- 2010年1月30日 - 绿色窗口停用，绿色自动售票机开始使用。
- 2016年12月1日 - 成为JR西日本交通服务业务委托站。
- 2013年5月2日 - 开始使用新型自动闸机。
- 2018年3月12日 - 开始使用车站编号[2]。
- 2019年10月17日 - 天井抗震加固工程开工（约2020年3月末完工）。

## 车站结构
本站為岛式站台1台2线的地上车站，並設有高架式站台。此站是由三之宮站管辖的业务委托站，也是著名的铁道摄影点，经常有铁道迷在本站拍摄。

### 站台
| 站台 | 路线     | 方向 | 目的地                 |
| ---- | -------- | ---- | ---------------------- |
| 1    | JR神户线 | 上行 | 尼崎、大阪、北新地方向 |
| 2    | JR神户线 | 下行 | 三之宮、姬路方向       |

## 使用情況
根据兵庫县统计书」2017年度1日平均上车人次為11,566人。
| 年度   | 1日平均 上车人次 |
| ------ | ---------------- |
| 1999年 | 8,226            |
| 2000年 | 8,611            |
| 2001年 | 8,860            |
| 2002年 | 9,013            |
| 2003年 | 9,217            |
| 2004年 | 9,271            |
| 2005年 | 9,417            |
| 2006年 | 9,889            |
| 2007年 | 10,139           |
| 2008年 | 10,216           |
| 2009年 | 10,099           |
| 2010年 | 10,242           |
| 2011年 | 10,409           |
| 2012年 | 10,564           |
| 2013年 | 10,954           |
| 2014年 | 10,974           |
| 2015年 | 11,360           |
| 2016年 | 11,614           |
| 2017年 | 11,649           |
| 2018年 | 11,566           |

## 相鄰車站
西日本旅客鐵道（JR西日本）
 東海道本線（JR神户線）
■新快速、■快速
通过
■普通（包含直通JR東西线、学研都市线的区間快速列车）
蘆屋（JR-A54）－甲南山手（JR-A55）－攝津本山（JR-A56）

## 外部連結
- 甲南山手｜車站資訊：JR出門網 - 西日本旅客鐵道